# Serenata basada en el «Banquete» de Platón

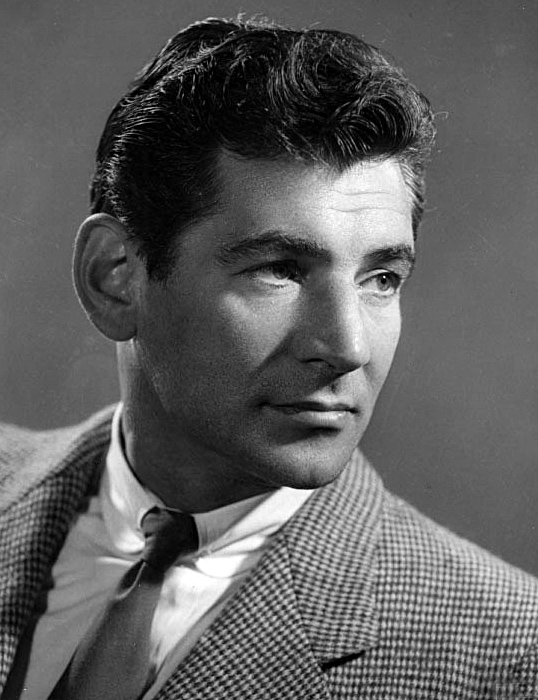
Foto publicitaria de Leonard Bernstein de los años 50.

La Serenata basada en el «Banquete» de Platón, para violín solista, cuerdas y percusión es un concierto en cinco movimientos compuesto por Leonard Bernstein en 1954. El compositor se inspiró en la obra del filósofo griego Platón titulada El banquete, un diálogo compuesto por intervenciones de varios personajes que estudian el amor desde diferentes puntos de vista. Los siete personajes que inspiraron los cinco movimientos de la obra de Bernstein son:
- I. Fedro: Pausanias, lento y allegro
- II. Aristófanes, allegretto
- III. Erixímaco, presto
- IV. Agatón, adagio
- V. Sócrates: Alcibiades, molto tenuto y allegro molto vivace

Aunque la Serenata está indicada para violín, cuerdas, arpa y percusión (tímpanos y cinco percusionistas más que tocan la caja, el tambor tenor, el tambor bajo, el triángulo, címbalo, el xilófono, el glockenspiel, las campanas, la caja china, la pandereta), el violín es el instrumento solista más prominente. Por eso la obra puede considerarse un concierto para violín.
La composición dura aproximadamente media hora. 
Como fue un encargo de la Fundación Koussevitzki, está dedicada a Serge y Natalie Kusevitski. El estreno fue dirigido por el propio Bernstein el 12 de septiembre de 1954 en La Fenice (Venecia), con la Israel Philharmonic Orchestra y Isaac Stern. La grabaron por primera vez Stern y Bernstein para Columbia Records el 19 de abril de 1956 en Nueva York, con la Symphony of the Air.